# ジョー・マトック
ジョー・マトック（Joe Mattock 、1990年5月15日 - ）は、イングランド・レスター出身のプロサッカー選手。ハローゲート・タウンFC所属。ポジションは、DF。

## 経歴

### クラブ
地元クラブのレスター・シティFCで育成された。アカデミーのチームメイトにはマックス・グラデル、アンディ・キングらがいた。2007年4月のノリッジ・シティFC戦でトップチームデビュー。2009年1月のヨーヴィル・タウンFC戦でプロ初ゴールをマーク。
2009年8月、ウェスト・ブロムウィッチ・アルビオンFCに移籍。2012年6月、チャンピオンシップのシェフィールド・ウェンズデイFCに移籍。
2015年6月、ロザラム・ユナイテッドFCに移籍。

### 代表
各年代でイングランド代表に選出されていた。

## エピソード
2009年9月、レスター市内で4人に暴行したとして警察に逮捕された。2011年10月、懲役10ヶ月・執行猶予2年の判決が下され、さらに勤労奉仕150時間と罰金1500ポンドが課された。

## 所属クラブ
ユース
- レスター・シティFC 2004-2007

プロ
- レスター・シティFC 2007-2009
- ウェスト・ブロムウィッチ・アルビオンFC 2009-2012

→シェフィールド・ユナイテッドFC 2011 (loan)
→ポーツマスFC 2011-2012 (loan)
→ブライトン・アンド・ホーヴ・アルビオンFC 2012 (loan)
- シェフィールド・ウェンズデイFC 2012-2015
- ロザラム・ユナイテッドFC 2015-2022
- ハローゲート・タウンFC 2022-

## タイトル
レスター・シティ
- プレミアアカデミーリーグ: 2006–07
- フットボールリーグ1: 2008–09

ロザラム・ユナイテッド
- EFLトロフィー: 2021–22